# 第41ヘリコプター海洋打撃飛行隊 (アメリカ海軍)
第41ヘリコプター海洋打撃飛行隊（だい41ヘリコプターかいようだげきひこうたい、英: Helicopter Maritime Strike Squadron 41、略称：HSM-41）は、アメリカ海軍太平洋艦隊ヘリコプター海洋打撃航空団隷下のヘリコプター部隊。愛称はシーホークス。1983年1月21日に第41軽ヘリコプター対潜飛行隊（英: Anti-Submarine Squadron Light 41、略称：HSL-41）として編成され、2006年12月8日に第41ヘリコプター海洋打撃飛行隊へ改編された。カリフォルニア州ノースアイランド海軍航空基地に所在し、哨戒ヘリコプターとしてMH-60Rを運用する。また、MH-60Rの艦隊転換飛行隊（英: Fleet Replacement Squadron、略称：FRS）になっている。

## 沿革
- 1983年1月21日 - アメリカ海軍初のSH-60B飛行隊として、第41軽ヘリコプター対潜飛行隊編成。
- 2006年12月8日 - 第41ヘリコプター海洋打撃飛行隊へ改編。
- 2008年2月 - クラスA無事故14万時間達成。
- 2013年1月8日 - クラスA無事故17万時間達成[2]。

## 歴代運用機
- 哨戒ヘリコプター
  - SH-60B
  - MH-60R

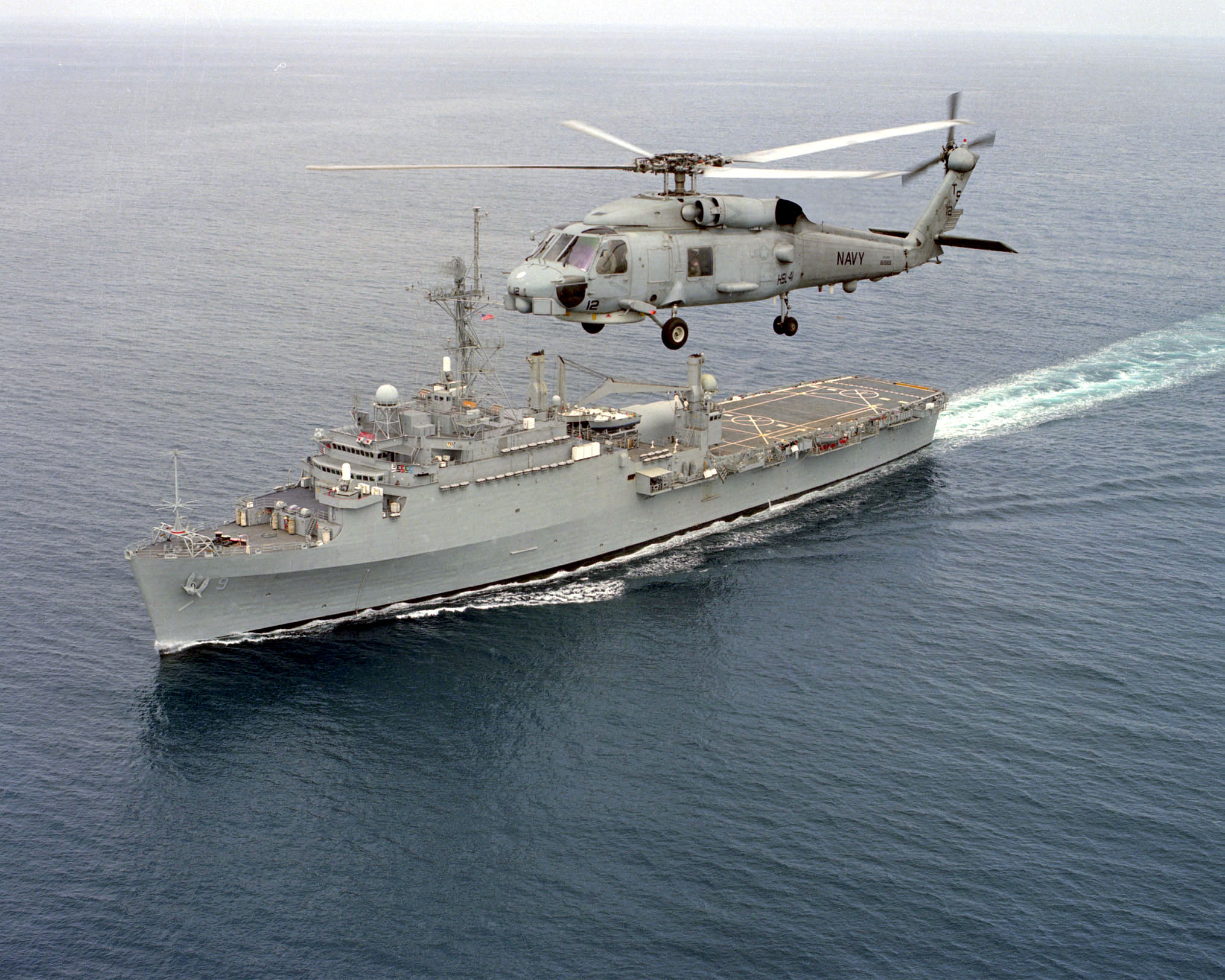
HSL-41時代に運用したSH-60B
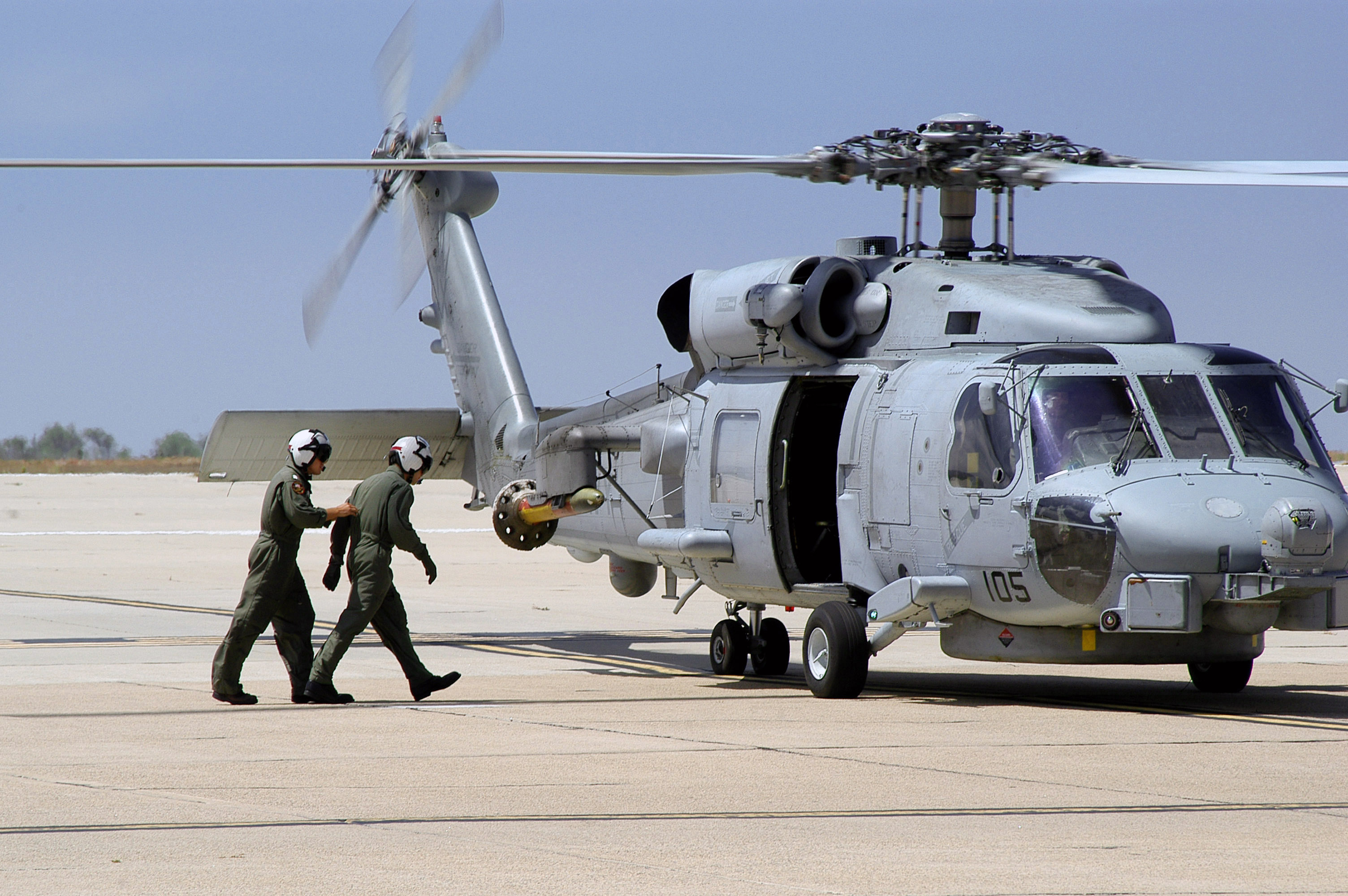
HSM-41で運用するMH-60R
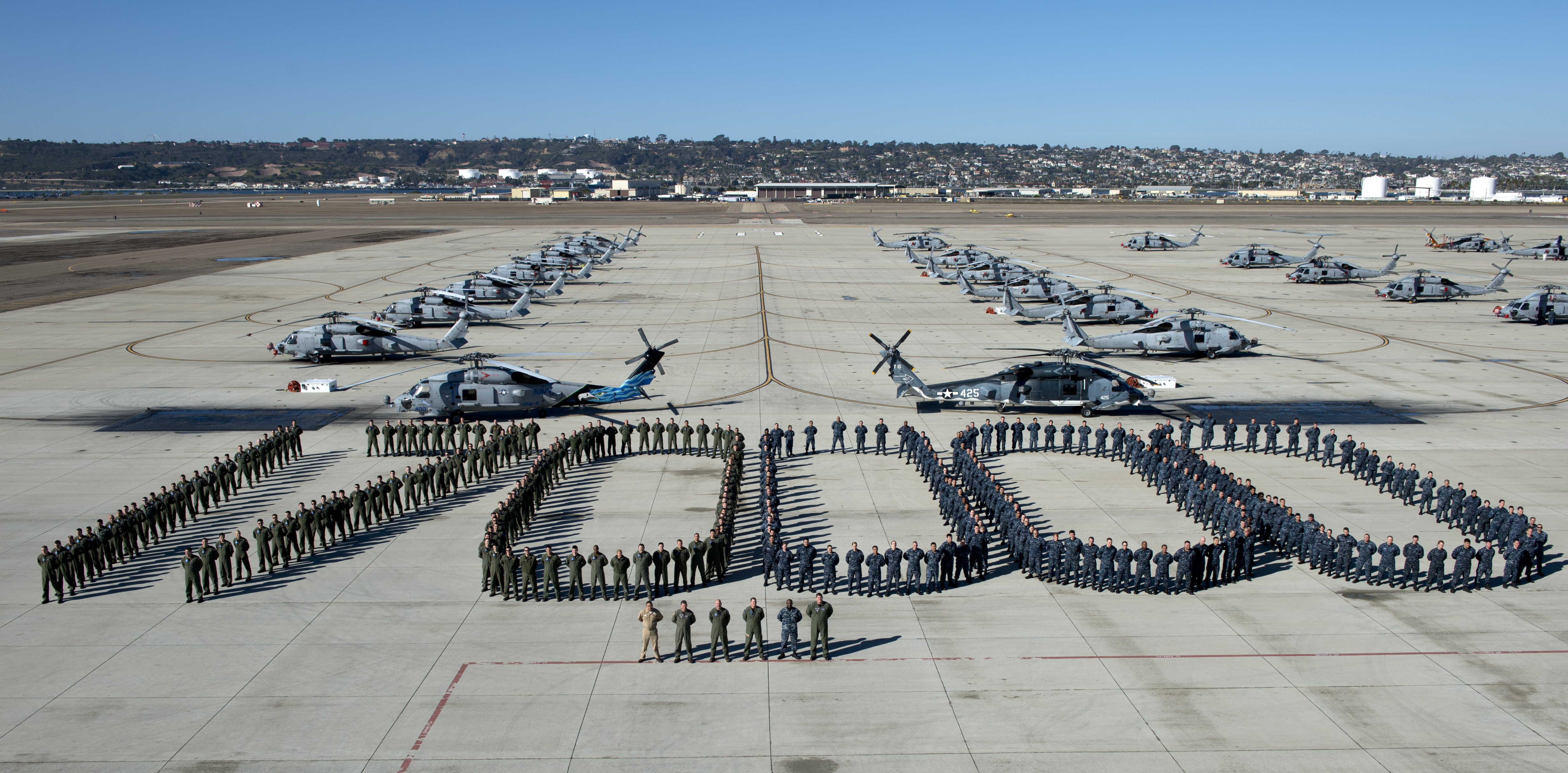
クラスA無事故17万時間達成時の人文字（2013年1月）